# Motorsport Arena Oschersleben

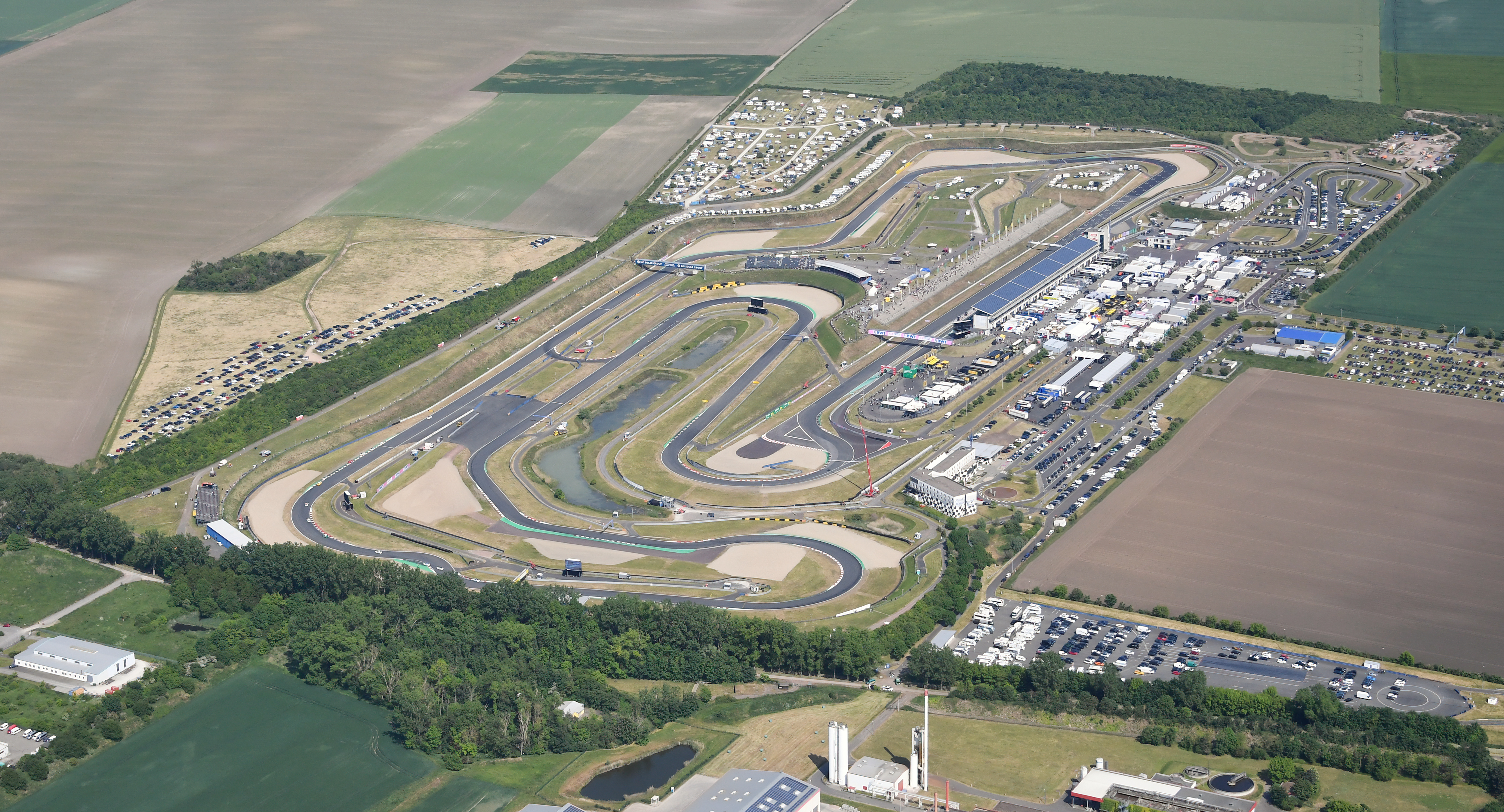
Vista aérea de Motorsport Arena Oschersleben

Motorsport Arena Oschersleben es un circuito de carreras de 3667 metros de extensión (2,29 mi) con un ancho de entre 11 y 13 metros y una diferencia de altura de 23 metros, ubicado cerca de la ciudad de Oschersleben, Alemania, unos 25 km al oeste de Magdeburgo. En su inauguración en julio de 1997 (bajo el nombre Motopark Oschersleben), el autódromo era el tercero del país, junto con Hockenheimring y Nürburgring; más tarde se sumaron EuroSpeedway Lausitz y Sachsenring. Las instalaciones incluyen un kartódromo, un circuito de rallycross y un hotel.
Las principales categorías de automovilismo que celebraron carreras en Oschersleben fueron el Campeonato FIA GT, el Campeonato Europeo de Turismos, el Campeonato Mundial de Turismos, el Deutsche Tourenwagen Masters, la Fórmula 3 Euroseries, y la Eurocopa de Fórmula Renault V6.

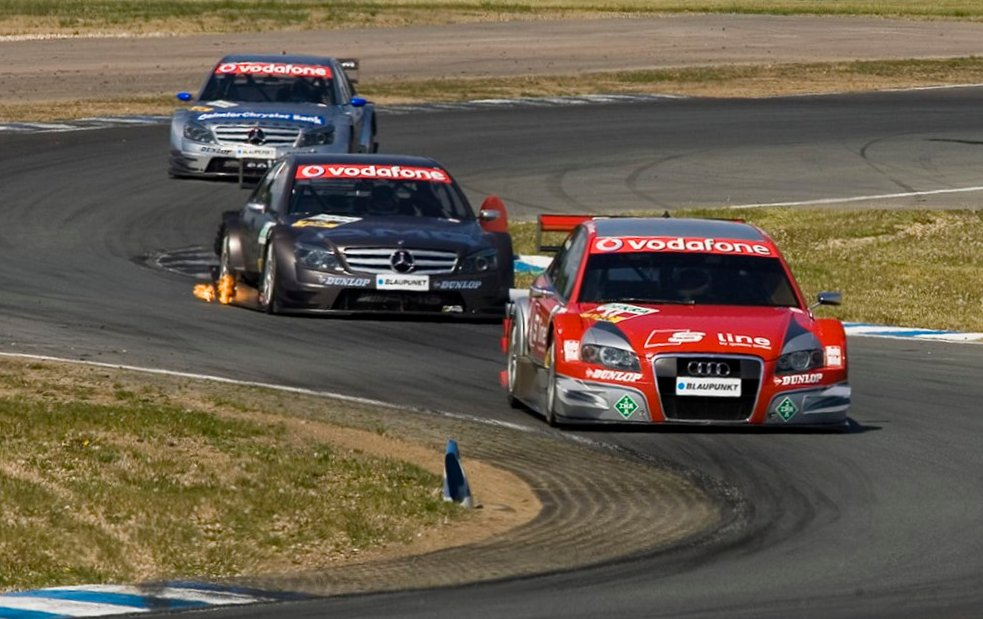
DTM en 2007.